# Wilko Manz
Wilko Manz (geboren 1972) ist ein deutscher Bauingenieur, Professor für Verkehrsplanung und Spieleautor. 

## Biografie

### Ausbildung und berufliche Laufbahn
Wilko Manz studierte Bauingenieurwesen an der Universität Karlsruhe, wobei er sich unter anderem auf die Hauptfächer Verkehr- und Raumplanung vertiefte. Seine Diplomarbeit schrieb er zu einem Thema zu Parkraumnachfrage. Auf das Diplom folgte von 1998 bis 2004 eine Tätigkeit als wissenschaftlicher Mitarbeiter, in der er sich mit Fragestellungen zum Mobilitätsverhalten der Bevölkerung im Alltag, zum Reiseverhalten im Fernverkehr sowie dem Aufbau von agentenbasierten Verkehrsmodellen beschäftigte. Im Dezember 2004 wurde er mit einer Arbeit zur Fernverkehrsnachfrage unter dem Titel Mikroskopische längsschnittorientierte Abbildung des Personenfernverkehrs an der Fakultät für Bauingenieur-, Geo- und Umweltwissenschaften des Karlsruher Instituts für Technologie (KIT) durch Dirk Zumkeller promoviert.
Manz leitete ab 2005 ein Unternehmen, das sich mit Anwendungsprojekten zum Daten- und Informationsmanagement der Verkehrsbranche beschäftigte. 2012 ging er für ein Jahr in die Schweiz und arbeitete als Berater bei den Schweizerischen Bundesbahnen zu einem europäischen Nachfragemodell zum internationalen Fernverkehr. 2013 übernahm er gemeinsam mit Martin Kagerbauer und Dirk Zumkeller die Geschäftsführung des Verkehrsplanungsbüro Inovaplan GmbH, wo er Projekte zur regionalen und kommunalen Verkehrsplanung sowie Projekte zur Mobilitätsforschung leitete.
Anfang 2017 übernahm Manz die Professur und Leitung des Instituts für Mobilität & Verkehr (imove) der Technischen Universität Kaiserslautern. Der Schwerpunkt seiner Arbeiten liegt vor allem in den Bereichen der strategischen Verkehrsplanung, Verkehrsmodellen und -prognosen, Mobilitätsverhalten, demografischer Veränderungen und Innovationen in Mobilität und Verkehr sowie integrierter Mobilitätsangebote.

### Tätigkeit als Spieleautor

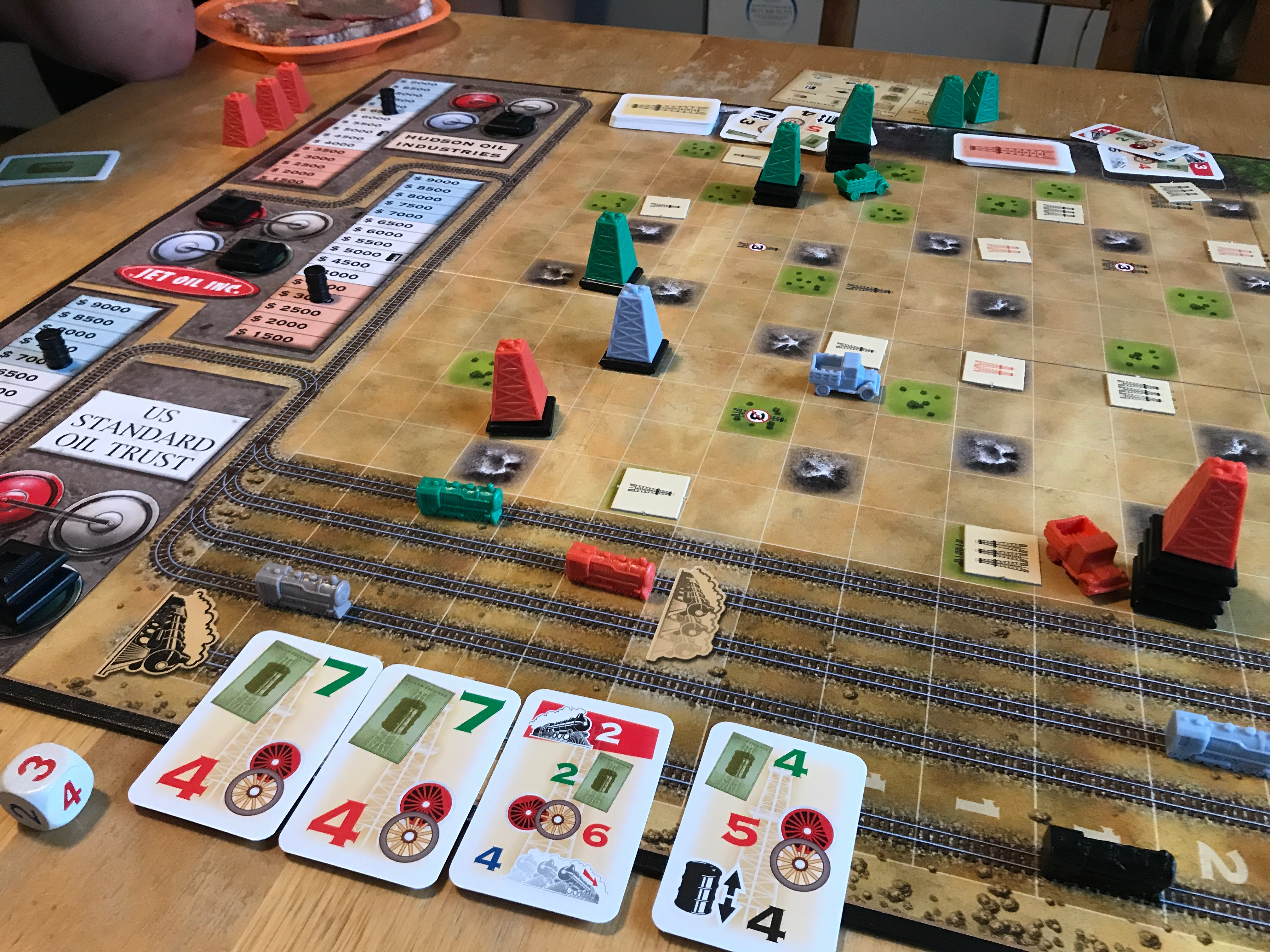
Das Brettspiel Giganten von 1999

Wilko Manz entwickelt in seiner Freizeit Brettspiele. 1999 veröffentlichte er das Spiel Giganten beim Kosmos-Verlag, bei dem es um die Suche nach Ölquellen und die Ölwirtschaft in Texas in den 1920er Jahren geht. Das Spiel wurde im gleichen Jahr für das Spiel des Jahres nominiert und konnte beim Deutschen Spielepreis den Rang 6 erreichen. 2004 erschien das Spiel Fifth Avenue von Manz bei Ravensburger, das mit der Essener Feder ausgezeichnet wurde, und aufbauend auf Giganten wurde von Wilko Manz und Steven Kimball das Spiel Black Gold entwickelt, das 2011 bei Fantasy Flight Games erschien.

## Ludographie
- 1999: Giganten (Kosmos)
- 2004: Fifth Avenue (Ravensburger, alea)
- 2011: Black Gold (Fantasy Flight Games)